# Aeroportul Canaima
Aeroportul Canaima (IATA: CAJ, ICAO: SVCN) este un aeroport din Bolívar, Venezuela ce deservește zona Campamento Canaima⁠(d).
Situat la o altitudine de 402 m, aeroportul dispune de o singură pistă.